# Jean Charles de Menezes

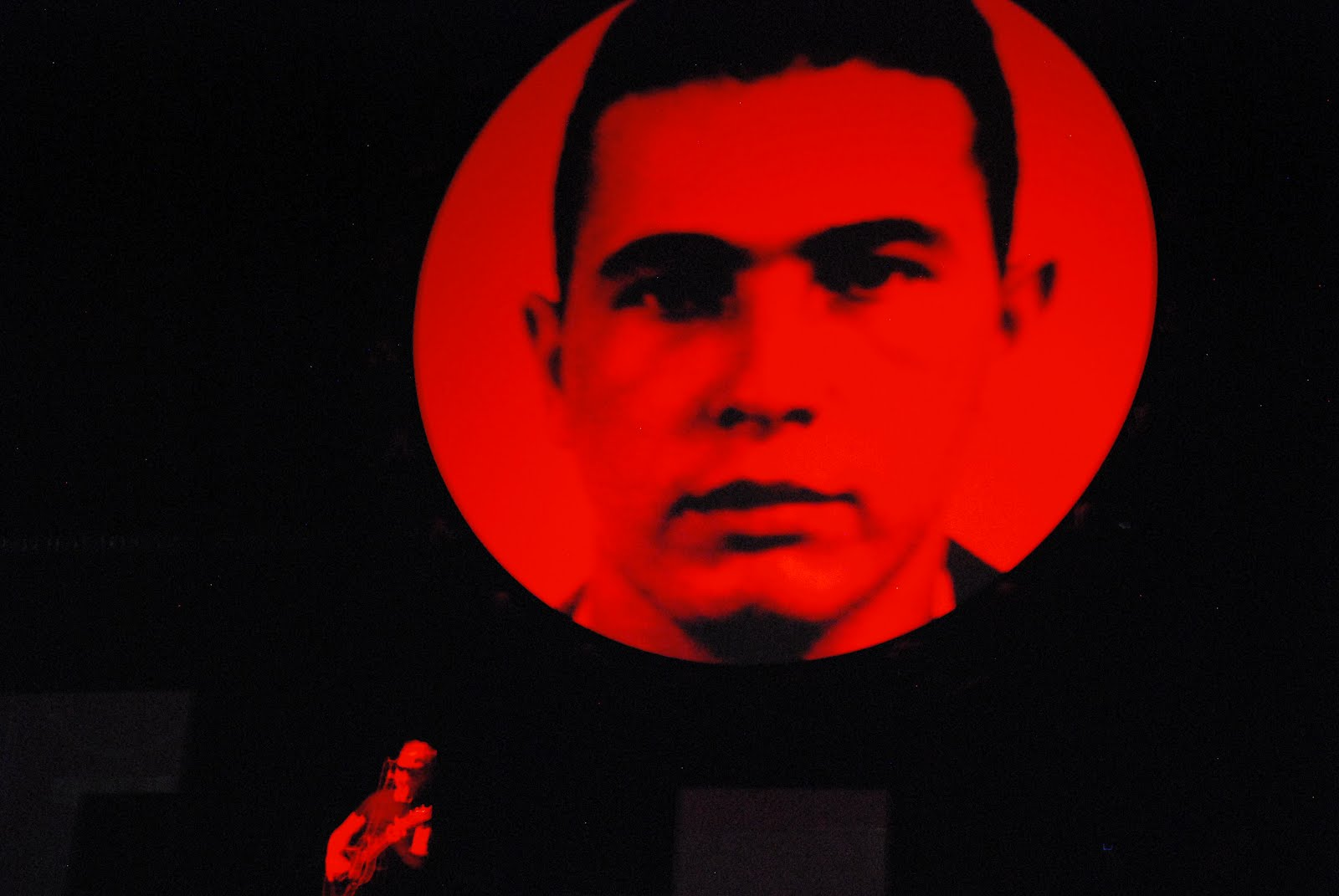
Jean Charles de Menezes

Jean Charles de Menezes, född 7 januari 1978 i Gonzaga, Minas Gerais, Brasilien, död 22 juli 2005 vid Stockwells tunnelbanestation i London, var en brasiliansk elektriker, bosatt i Tulse Hill i södra London. Han sköts till döds av brittisk polis den 22 juli 2005 vid Stockwells tunnelbanestation, efter att ha blivit misstänkt för delaktighet i bombattacken dagen före, som följde på det stora terroristdådet den 7 juli. Efteråt stod det klart att Menezes var oskyldig. Menezes hade varit bosatt i Storbritannien i tre år.

### Webbkällor
- ”Police shot Brazilian eight times”. BBC News. 25 juli 2005. http://news.bbc.co.uk/2/hi/uk_news/4713753.stm. Läst 5 april 2017.
- ”Jean Charles de Menezes family in European court challenge”. BBC News. 10 juni 2015. http://www.bbc.com/news/uk-33066098. Läst 6 april 2017.